# Inula racemosa
Inula racemosa – gatunek z rodziny astrowatych (Asteraceae). Występuje jako gatunek rodzimy w Azji na obszarze od Afganistanu po środkowe Chiny. Jako gatunek introdukowany rośnie także na północy Chin, w Indiach, na Półwyspie Indochińskim, w Wielkiej Brytanii i Belgii oraz w Ameryce Północnej.

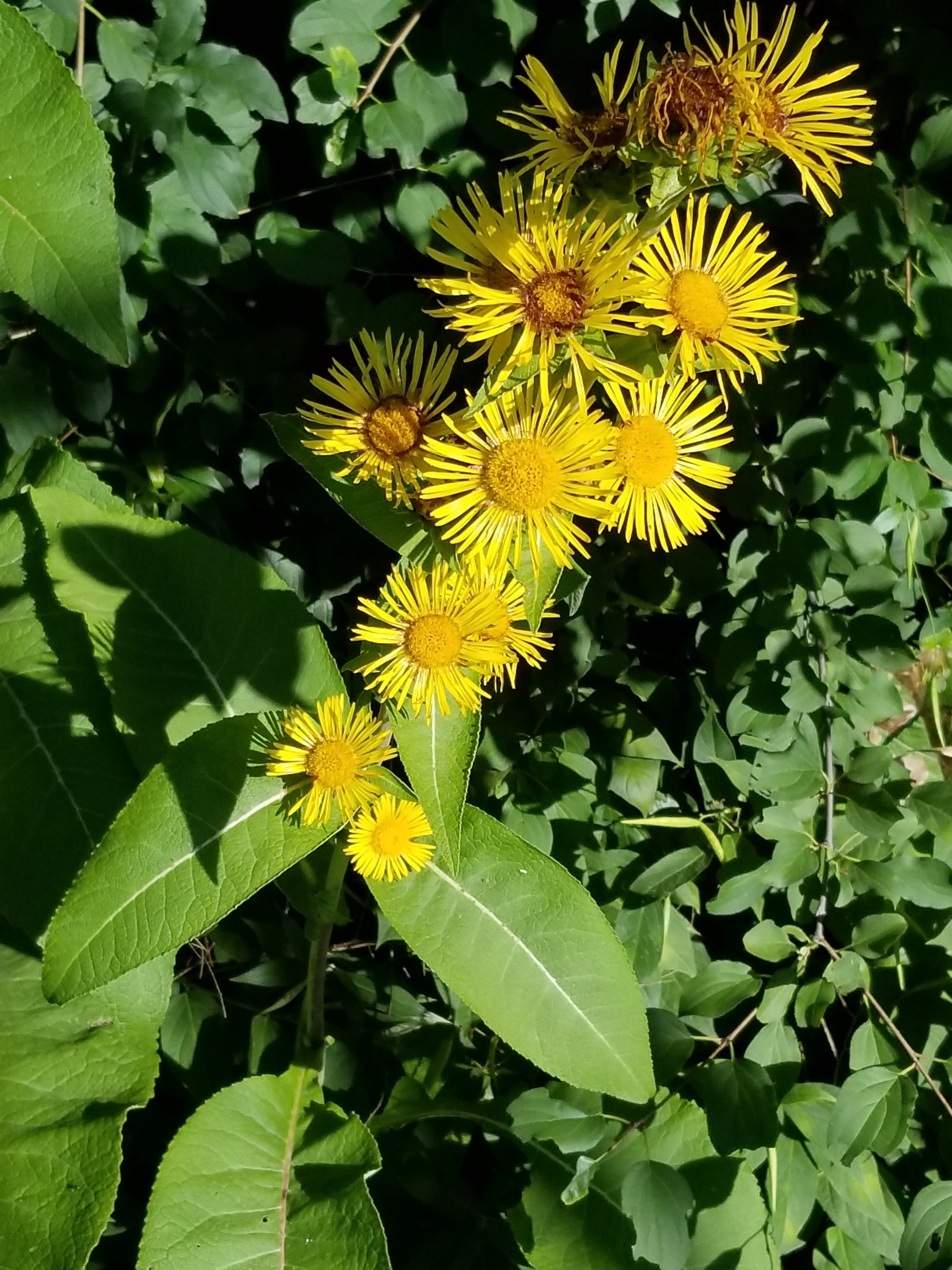
Kwiatostan

## Zastosowanie
Roślina leczniczaOrgany podziemne są powszechnie stosowane w medycynie ludowej pogórza Himalajów jako środek wykrztuśny, a w weterynarii jako środek wzmacniający. Kłącza są stosowane w medycynie tybetańskiej w leczeniu gorączek zakaźnych, przy objawach bólów w górnej części ciała, zwłaszcza między szyją i ramionami. Kłącza mają słodki, gorzki i cierpki smak.